# Covas (Vila Nova de Cerveira)
Covas is een plaats (freguesia) in de Portugese gemeente Vila Nova de Cerveira en telt 744 inwoners (2001).

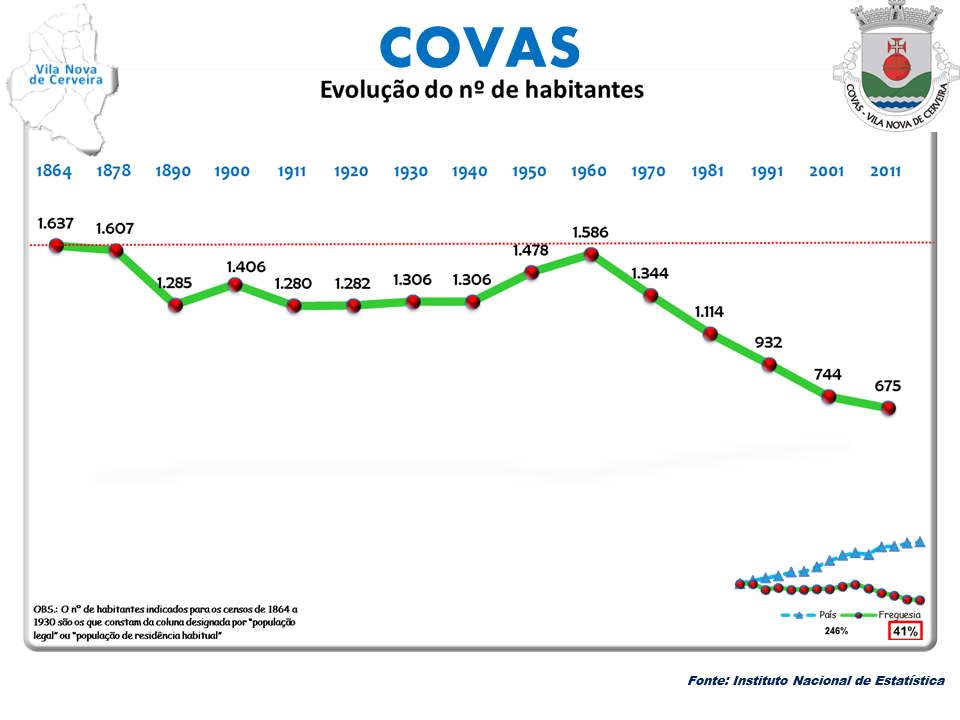
Bevolkingsontwikkeling tussen 1864 en 2011